# Retroelementy wirusowe
Retroelementy wirusowe – wirusy eukariotyczne wykazujące zdolność włączania własnej informacji genetycznej do genomu infekowanego gospodarza. Retroelementy wirusowe jako materiał genetyczny mogą posiadać RNA lub DNA. Te pierwsze nazywa się wówczas retrowirusami, te drugie natomiast to pararetrowirusy.